# Valle del Zalabí
Valle del Zalabí es un municipio español de la provincia de Granada, en la comunidad autónoma de Andalucía, situado en la comarca de Guadix y a 76 km de la capital provincial, Granada. El término municipal incluye las localidades de Alcudia de Guadix (capital administrativa del municipio), Exfiliana, Charches, los cuales fueron anteriormente cabeza de municipios independientes, hasta que se fusionaron para formar el Valle del Zalabí en 1974, junto con la Rambla del Agua. Además también existen algunos diseminados.
Alrededor de su término existen cuatro parques naturales como el parque natural de la Sierra de Baza dentro del cual se encuentran las localidades de Charches y la Rambla del Agua.

## Símbolos
El municipio del Valle del Zalabí tiene por símbolo un escudo de armas aprobados por su pleno municipal el 1 de diciembre de 2009, solicitándose su inclusión en el Registro Andaluz de Símbolos de Entidades Locales el 8 de febrero de 2010 donde finalmente fue publicado el 22 de febrero de 2010. Tiene el siguiente blasón:

Escudo partido y entado, 1.º de plata, tres palos de azur; 2.º de sinople, una banda de gules perfilada de oro, cargada de tres espigas al natural. Entado en punta, de gules, tres estrellas de cuatro puntas, de oro, mal ordenadas. Al timbre corona real cerrada.
BOJA n.º 44 de 05/03/2010

## Geografía

### Situación
El Valle del Zalabí (ubicado entre las latitudes 37.3125° y 37.25°, y las longitudes -3.125° y -2.875°) se encuentra situado en la parte oriental de la provincia de Granada  y centro-oriental de la comarca de Guadix. Su término municipal tiene una superficie de 108,36 km² y un perímetro de 64,63 km y limita al norte con los municipios de Guadix y Gor al este con el de Dólar al sur con los de Huéneja, Dólar (por los enclaves de El Raposo y El Pocico), Ferreira (por el enclave de Los Atochales), La Calahorra, Aldeire (por el enclave de Ramos), Lanteira, Alquife (por el enclave de El Berral) y Jérez del Marquesado y al oeste con el de Albuñán.
| Noroeste: Guadix                                   | Norte: Guadix, Gor                    | Nordeste: Gor            |
| Oeste: Albuñán                                     |                                       | Este: Dólar              |
| Suroeste: Lanteira, Alquife y Jérez del Marquesado | Sur: Ferreira, La Calahorra y Aldeire | Sureste: Dólar y Huéneja |

## Historia
Alcudia de Guadix, Charches y Exfiliana fueron tres municipios independientes hasta que, en 1974, se fusionaron en uno solo llamado Valle del Zalabí, recayendo la capitalidad municipal en la localidad de Alcudia de Guadix.

## Población y ordenación urbana

### Núcleos de población
| \| Alcudia de Guadix Charches Exfiliana Rambla del Agua \|          |
| Mapa del municipio del Valle del Zalabí.                            |
| Capital del municipio. Entidades de población. Núcleos diseminados. |
| Alcudia de Guadix Charches Exfiliana Rambla del Agua                |

El municipio se divide en las siguientes entidades de población, según el nomenclátor de población publicado por el INE (Instituto Nacional de Estadística). Los datos de población se refieren a 2010.
| Entidad de Población | Población (2010) |
| -------------------- | ---------------- |
| Alcudia de Guadix    | 1304             |
| Charches             | 443              |
| Exfiliana            | 557              |
| Total                | 2304             |

## Demografía
Valle del Zalabí cuenta con una población de 2122 habitantes (INE 2024).
| Gráfica de evolución demográfica de Valle del Zalabí entre 1981 y 2021 |
| |
| Población de derecho según los censos de población del INE Población de hecho según los censos de población del INEEn 1973 aparece este municipio porque se fusionan los municipios Alcudia de Guadix, Charches y Esfiliana |

#### Evolución de la población
| Gráfica de evolución demográfica de Valle del Zalabí entre 1900 y 2018 |
| |
| Población de derecho (1900-1991) o población residente (2001) según los censos de población del INE. Población según el padrón municipal de 2010 del INE. Los datos anteriores a 1974 han sido obtenidos mediante la suma de la población de Alcudia de Guadix, Charches y Exfiliana que hasta la fecha eran municipios independientes |

## Economía

### Evolución de la deuda viva municipal
| Gráfica de evolución de Deuda viva del Ayuntamiento de Valle del Zalabí entre 2008 y 2019                                |
| |
| Deuda viva del Ayuntamiento de Valle del Zalabí en miles de Euros según datos del Ministerio de Hacienda y Ad. Públicas. |

## Administración y política

### Administración municipal
Valle del Zalabí conforma un municipio el cual está gobernado por un ayuntamiento de gestión democrática desde 1979, formado por 11 miembros elegidos en las elecciones municipales según está dispuesto en la Ley Orgánica del Régimen Electoral General. La sede del consistorio está situada en la plaza San Antón, 1 de la localidad de Alcudia de Guadix.

#### Resultados elecciones municipales 2011
Los resultados en el Valle del Zalabí de las últimas elecciones municipales, celebradas en mayo de 2011, son:
| Elecciones Municipales - Valle del Zalabí (2011) | Elecciones Municipales - Valle del Zalabí (2011)  | Elecciones Municipales - Valle del Zalabí (2011) | Elecciones Municipales - Valle del Zalabí (2011) | Elecciones Municipales - Valle del Zalabí (2011) |
| Partido político                                 | Partido político                                  | Votos                                            | Votos                                            | Concejales                                       |
| ------------------------------------------------ | ------------------------------------------------- | ------------------------------------------------ | ------------------------------------------------ | ------------------------------------------------ |
|                                                  | Partido Socialista Obrero Español (PSOE)          | 925                                              | 51,27 %                                          | 6                                                |
|                                                  | Partido Popular (PP)                              | 644                                              | 35,70 %                                          | 4                                                |
|                                                  | Alternativa Independiente Valle del Zalabí (AIVZ) | 223                                              | 12,36 %                                          | 1                                                |

### Administración judicial
Perteneciente al partido judicial de Guadix, el Valle del Zalabí cuenta como la mayoría de municipios españoles con un juzgado de paz.

## Infraestructuras y equipamientos

### Bienestar social

#### Sanidad

##### Atención primaria
El municipio pertenece a la zona básica de salud de Guadix y al distrito de atención primaria de Granada Nordeste. Dentro del municipio cuentan con un consultorio las localidades de Alcudia de Guadix y Charches y con un consultorio auxiliar la de Exfiliana.

##### Atención hospitalaria y especializada
El municipio pertenece a la Zona hospitalaria de Guadix.

#### Educación
Existen dos centros educativos en el municipio donde se imparte educación infantil y primaria: El CEIP San Gregorio, situado en la calle Rambla las Eras s/n, en la localidad de Alcudia de Guadix que además ofrece el primer ciclo de la ESO; el CEIP Virgen de la Cabeza situado en la calle Colmenas n.º 13, en la localidad de Exfiliana y el CPR Bellasierra situado en la calle Agua, en la localidad de Charches.
Los institutos de educación secundaria más próximos son el IES Acci e IES Padre Poveda, situados en la vecina localidad de Guadix, donde se realiza el segundo ciclo de la ESO (3.er y 4.º curso), así como el Bachillerato.

### Transportes y comunicaciones

#### Red viaria
| Identificador | Nombre                      | Tipo de vía                  | Itinerario                                 |
| ------------- | --------------------------- | ---------------------------- | ------------------------------------------ |
| A-92          | Autovía A-92                | Autovía autonómica           | Sevilla-Granada-Almería                    |
| A-4101        | De Guadix a la A-92         | Carretera red complementaria | Guadix (GR-5104) - A-92 (salida 303)       |
| A-4102        | De A-92 a Alcudia de Guadix | Carretera red complementaria | A-92 (salidas 307-308) - Alcudia de Guadix |
| GR-6103       | De A-92 a Charches          | Carretera provincial         | A-92 (salida 312) - Charches               |

## Monumentos

### Civil
- Plaza de toros-auditorio
- Los Anteojos
- Museo Ruiz del Peral en Exfiliana

### Religioso

#### Iglesias
- Iglesia de Nuestra Señora de la Anunciación de Alcudia de Guadix
- Iglesia de Nuestra Señora de la Anunciación de Exfiliana.
- Iglesia de Nuestra Señora de la Anunciación de Charches.
- Iglesia de Santa María de la Piedad de la Rambla del Agua.

#### Ermitas
- Ermita del Zalabí
- Ermita de San Buenaventura
- Ermita de las Ánimas (Exfiliana)

## Cultura

### Fiestas y eventos
- San Antón: se celebra el 17 de enero en la localidad de Alcudia de Guadix encendiendo luminarias o chiscos en las calles, además de trasladar al santo de la iglesia a la ermita.
- El Zalabí: Consiste en una romería en la que se traslada a la Virgen de la Cabeza desde La iglesia de la Anunciación de Exfiliana a la ermita del Zalabí situada a 5 km también en el término municipal de Exfiliana en el mismo día que la localidad celebra sus fiestas patronales. La fiesta es organizada por los mayordomos del pueblo de Exfiliana que son elegidos cada año por los mayordomos anteriores y con la colaboración económica de los vecinos.[9]
- San Marcos: se celebra el 25 de abril en la localidad de Charches.
- San Gregorio: se celebra el 9 de mayo en Exfiliana por una familia que reparte los famosos roscos de San Gregorio y una comilona con potaje, bacalao junto con otros productos.
- Santos Mártires: son las fiestas patronales de la localidad de Exfiliana y se celebran los días 24, 25 y 26 de junio.
- San Buenaventura: se celebra el 14 de julio.
- Virgen del Rosario en Exfiliana: se celebra durante el mes de mayo, la celebración consiste en una procesión de la Virgen del Rosario acompañada de las mayordomas y una ofrenda floral.
- Virgen del Carmen: se celebra en Exfiliana el 16 de julio con una procesión a la ermita de la Ánimas situada a la entrada del pueblo de Exfiliana y en la que hay una importante devoción por las gentes de la comarca y siempre está llena de flores y velas. Cuenta la cultura popular que si le pides una promesa a la Virgen de las Ánimas y se cumple, por la noche se te aparecerán toros corriendo detrás de ti hasta que no cumplas tu parte de la promesa.
- Virgen del Rosario en Alcudia: la celebración tiene lugar durante el mes de mayo y se inicia con la elección como representante del pueblo de una joven que esté a punto de cumplir la mayoría de edad. Las mayordomas se encargan de llevar flores a la Virgen el primer día de mes así como de que el resto de mujeres jóvenes lo hagan durante el resto del mes. El último domingo tiene lugar una gran fiesta con una misa por la mañana en la que las mujeres asisten ataviadas con la tradicional mantilla y por la tarde tiene lugar una procesión por la carrera del Rosario. Todo ello culmina con un baile en la plaza acompañado por la banda de música en donde se invita a los asistentes.[10]
- Virgen del Rosario en Charches: son las fiestas patronales de la localidad y se celebran el primer fin de semana de agosto aunque antes se celebraba en su día el 7 de octubre. De los actos destaca la tradicional procesión de la imagen de la Virgen.[11]
- Fiestas de la Virgen de la Piedad: se celebran en la Rambla del Agua el último fin de semana de agosto.
- Santo Cristo: se celebra el 15 de septiembre.